# Complexo Desportivo de Freamunde
 (avril 2025).
Si vous disposez d'ouvrages ou d'articles de référence ou si vous connaissez des sites web de qualité traitant du thème abordé ici, merci de compléter l'article en donnant les références utiles à sa vérifiabilité et en les liant à la section « Notes et références ».
Le Complexo Desportivo de Freamunde est un stade de Freamunde au Portugal. 
Le stade a été inauguré en 1990 et a une capacité de 5 000 places et pour club résident le SC Freamunde.